# Martín Conde
Martín Alejo Conde (Mar del Plata, 25 agosto 1971) è un ex giocatore di beach volley argentino.

## Palmarès

### Mondiali
- 1 medaglia:
  - 1 oro (Klagenfurt 2001)